# 1777 Gehrels
1777 Gehrels este un asteroid din centura principală, descoperit pe 24 septembrie 1960, de PLS.